# Парис (Техас)
Па́рис или Париж (англ. Paris) — город, расположенный на северо-востоке штата Техас (США), примерно в 160 км северо-восточнее Далласа и в 25 км южнее границы с Оклахомой, которая проходит по реке Ред-Ривер. Парис является окружным центром округа Ламар. Согласно Бюро переписи населения США, по переписи 2010 года население Париса составляло 25 171 человек.
Город получил своё название в честь Парижа — столицы Франции. Неофициальным девизом города является слоган «Второй по величине Париж в мире» (англ. Second Largest Paris in the World). Дополнительную известность городу принёс фильм «Париж, Техас» режиссёра Вима Вендерса, получивший главную награду Каннского кинофестиваля 1984 года.

## История

### XIX век
Первые поселения в районе нынешнего Париса возникли в середине 1820-х годов. В 1839 году, через три года после основания Республики Техас, Джордж Райт (George W. Wright) купил землю и построил магазин, который находился примерно там же, где сейчас расположена центральная площадь Париса (The Plaza).
24 июля 1843 года в Парисе создаётся почтовый офис, и Джордж Райт становится его первым почтмейстером. В 1844 году Парис становится центром округа Ламар (решение об образовании которого было принято 1-м Конгрессом Республики Техас 17 сентября 1840 года) — для этой цели Джордж Райт выделяет 50 акров земли. Вскоре строится первое здание окружного суда. 3 февраля 1845 года Парис официально получает статус города, а 29 декабря того же года Техас входит с состав США в результате аннексии.
Считается, что имя Paris было дано городу (в то время маленькому поселению) его основателем Джорджем Райтом в честь французского Парижа, который на тот момент был крупнейшим и известнейшим городом в мире.
В 1846 году на северо-западе Париса открывается первая школа в округе Ламар (The Lamar Academy). В том же году у центральной площади закладывается фундамент для нового, более основательного здания окружного суда. Строительство двухэтажного кирпичного здания было завершено в следующем году: оно было торжественно открыто 4 июля 1847 года. Оно прослужило до 1875 года, когда было построено новое здание суда на углу улиц Main и Houston.
31 августа 1877 года в Парисе произошёл сильный пожар, в результате чего выгорела значительная часть города. В частности, сгорело около трёх четвертей центральной деловой части города (10 акров).
1 февраля 1893 года в Парисе произошёл известный случай публичного линчевания чернокожего Генри Смита (Henry Smith), которого подозревали в убийстве Миртл Вэнс (Myrtle Vance), трёхлетней дочери местного полицейского. На его казнь в центре города собралась 10-тысячная толпа. Сначала родственники Миртл Вэнс публично пытали Смита раскалёнными железными прутьями, а потом его тело сожгли на костре.

### XX век и настоящее время
Ещё один крупный пожар, в результате которого сгорела почти половина города, начался 21 марта 1916 года и продолжался до восхода солнца следующего дня. Пожар начался на складе на юго-западе города и из-за сильного ветра быстро распространился на другие дома. Огонь прошёл через центр города и далее на северо-восток. Сгорело большинство строений, расположенных в центре города — здание окружного суда, ратуша, здание федерального суда, почтовый офис, коммерческие строения, а также несколько церквей и тюрьма. Огнём было разрушено более 1400 строений, общая площадь пожара составила около 260 акров. Ущерб от пожара превысил 11 миллионов долларов (в ценах того времени).
Во время Второй мировой войны, с июля 1942 года по октябрь 1945 года, недалеко от Париса (примерно в 15 км севернее центра города) функционировал крупный тренировочный лагерь армии США Кэмп-Мэкси, названный в честь сенатора США от Техаса Сэмюэла Белла Мэкси. Численность персонала лагеря достигала почти 45 тысяч человек.
В 1993 году в Парисе была установлена 65-футовая (примерно 20 м) копия Эйфелевой башни, построенная местными рабочими. В том же году другая копия Эйфелевой башни была установлена в одноимённом городе в штате Теннесси — сначала она была на 1,5 м ниже техасской, но потом её удлинили на 3 м, так что она стала на 1,5 м выше. Тогда в техасском Парисе решили не заниматься бессмысленной гонкой, а выделить свою Эйфелеву башню другим способом: в 1998 году её увенчали гигантской ковбойской шляпой красного цвета. С тех пор она стала неофициальным символом техасского Париса.
В настоящее время в Парисе находятся отделения крупных компаний Campbell Soup, Kimberly-Clark, Florida Power & Light, а также J. Skinner Baking Co. и Turner Industries.

## Население
Согласно переписи населения 2010 года, в Парисе проживали 25 171 человек, включая 9934 домашних хозяйств. Плотность населения была 266,0 человек на км².
Расовый состав:
- 67,4% белых (включая 8,2% латиноамериканцев)
- 23,4% афроамериканцев
- 1,5% коренных американцев
- 0,9% азиатов
- 3,3% принадлежащих к двум или более расам

Возрастное распределение: 25% младше 18 лет (из них 7,3% младше 5 лет), 58,4% от 18 до 64 лет, и 16,6% возраста 65 лет и старше. Средний возраст — 34 года. На каждые 100 женщин было 87,3 мужчин (то есть 53,4% женщин и 46,6% мужчин).
Среднегодовой доход на домашнее хозяйство в городе был 32 173 долларов США. Среднегодовой доход на душу населения был 18 574 долларов. Примерно 24,3% населения жили ниже официального уровня бедности.

## География
Парис расположен в самой северной части восточного Техаса, на севере Примексиканской низменности. Он находится  примерно в 25 км южнее реки Ред-Ривер, по которой проходит северная граница Техаса с Оклахомой, и примерно в 150 км западнее города Тексаркана, находящегося на восточной границе Техаса с Арканзасом. Река Ред-Ривер является притоком реки Миссисипи, впадающей в Мексиканский залив.

## Климат
| Показатель                    | Янв.  | Фев.  | Март  | Апр. | Май  | Июнь | Июль | Авг. | Сен. | Окт. | Нояб. | Дек.  | Год   |
| ----------------------------- | ----- | ----- | ----- | ---- | ---- | ---- | ---- | ---- | ---- | ---- | ----- | ----- | ----- |
| Абсолютный максимум, °C       | 32,2  | 32,2  | 34,4  | 35,6 | 37,8 | 42,2 | 43,9 | 46,1 | 44,4 | 37,2 | 34,4  | 30,6  | 46,1  |
| Средний суточный максимум, °C | 11,8  | 14,1  | 18,9  | 23,7 | 27,7 | 32,3 | 34,8 | 35,1 | 31,3 | 25,6 | 18,4  | 13,0  | 23,9  |
| Средний суточный минимум, °C  | −0,2  | 1,7   | 6,1   | 11,1 | 15,9 | 20,5 | 22,5 | 22,1 | 18,2 | 11,9 | 5,8   | 1,2   | 11,4  |
| Абсолютный минимум, °C        | −20,6 | −18,9 | −13,9 | −3,9 | −1,1 | 7,8  | 13,9 | 6,1  | 1,1  | −7,2 | −9,4  | −17,8 | −20,6 |
| Норма осадков, мм             | 71    | 78    | 97    | 117  | 134  | 98   | 86   | 67   | 93   | 97   | 95    | 85    | 1120  |
| Источник: www.weatherbase.com |       |       |       |      |      |      |      |      |      |      |       |       |       |

## Транспорт
- Автомобильное сообщение
  - Основные автомобильные дороги, пересекающие Парис:
    -  US 82 (англ. US Highway 82) подходит к Парису с запада (со стороны Уичито-Фолс и Шермана) и продолжается на восток, в сторону Кларксвилла, Тексарканы и границы со штатом Арканзас.
    -  US 271 (англ. US Highway 271) подходит к Парису с юго-востока (со стороны Маунт-Плезант) и продолжается на север, в сторону границы с Оклахомой и города Хьюго.
    -  Шоссе 19 и 24 штата Техас (англ. State Highway 19/State Highway 24), слившись вместе, подходят к Парису с юга, при этом шоссе 19 является кратчайшим путём к межштатной автомагистрали  I-30, проходящей примерно в 60 км южнее Париса.
- Воздушное сообщение
  - Аэропорт Кокс-Филд (Cox Field, IATA: PRX, ICAO: KPRX) находится примерно в 11 км к востоку от Париса. Владельцем этого гражданского аэропорта являются городские власти Париса[21].

## Фотогалерея
|  |  |  |  |